# Ronde van Italië 2016/Eerste etappe
De Ronde van Italië 2016 begon op 6 mei 2016 met een individuele tijdrit in de Nederlandse provincie Gelderland. Deze tijdrit in de stad Apeldoorn was 9,8 kilometer en werd gewonnen door de Nederlander Tom Dumoulin van Giant-Alpecin, die 0,022 secondes sneller reed dan Primož Roglič van LottoNL-Jumbo. Andrey Amador van Movistar werd op zes seconden derde. Koning Willem Alexander was bij deze etappe aanwezig.

## Verloop
Om 13:45 uur ging de Italiaan Fabio Sabatini als eerste van start vanuit het Omnisportcentrum voor een individuele tijdrit van bijna tien kilometer. De eerste echte richttijd werd gezet door Matthias Brändle. Met 11'17" was hij elf tellen sneller dan de snelste tijd tot dan toe. Kort erna dook Tobias Ludvigsson zes secondes onder de tijd van Brändle. Bijna honderd renners wisten de tijd van de Zweed niet te verbeteren, tot Primož Roglič, die 11'03" reed. Van de daaropvolgende coureurs kwam Andrey Amador, de nummer vier van de Giro van vorig jaar, met 11'09" het dichtst bij Roglič' tijd. Uiteindelijk wist enkel thuisrijder Tom Dumoulin nog sneller te rijden dan de Sloveen: bij de aankomst in de Loolaan kwam hij tot dezelfde tijd als Roglič, maar op basis van duizendste van een seconde ging de winst naar Dumoulin. Als winnaar van de eerste rit werd hij ook direct leider in het algemeen klassement en het puntenklassement. De witte trui voor de beste jongere ging naar Ludvigsson. Van de favorieten voor de eindzege reed Vincenzo Nibali de snelste tijd (zestiende in 11'22").

## Uitslag
| Apeldoorn - Apeldoorn (9,8 km) |                   |                             |        |
| Plaats                         | Naam              | Ploeg                       | Tijd   |
| Winnaar                        | Tom Dumoulin      | Team Giant-Alpecin          | 11'03" |
| 2                              | Primož Roglič     | Team LottoNL-Jumbo          | z.t.   |
| 3                              | Andrey Amador     | Movistar Team               | + 6"   |
| 4                              | Tobias Ludvigsson | Team Giant-Alpecin          | + 8"   |
| 5                              | Marcel Kittel     | Etixx-Quick Step            | + 11"  |
| 6                              | Moreno Moser      | Cannondale Pro Cycling Team | + 12"  |
| 7                              | Bob Jungels       | Etixx-Quick Step            | + 13"  |
| 8                              | Fabian Cancellara | Trek-Segafredo              | + 14"  |
| 9                              | Matthias Brändle  | IAM Cycling                 | z.t.   |
| 10                             | Silvan Dillier    | BMC Racing Team             | + 16"  |
| 11                             | Roger Kluge       | IAM Cycling                 | z.t.   |
| 12                             | Chad Haga         | Team Giant-Alpecin          | z.t.   |
| 13                             | Georg Preidler    | Team Giant-Alpecin          | + 17"  |
| 14                             | Martijn Keizer    | Team LottoNL-Jumbo          | z.t.   |
| 15                             | Manuele Boaro     | Tinkoff                     | z.t.   |

## Klassementen
| Algemeen klassement |                   |                             |        |
| Plaats              | Naam              | Ploeg                       | Tijd   |
| Roze trui           | Tom Dumoulin      | Team Giant-Alpecin          | 11'03" |
| 2                   | Primož Roglič     | Team LottoNL-Jumbo          | z.t.   |
| 3                   | Andrey Amador     | Movistar Team               | + 6"   |
| 4                   | Tobias Ludvigsson | Team Giant-Alpecin          | + 8"   |
| 5                   | Marcel Kittel     | Etixx-Quick Step            | + 11"  |
| 6                   | Moreno Moser      | Cannondale Pro Cycling Team | + 12"  |
| 7                   | Bob Jungels       | Etixx-Quick Step            | + 13"  |
| 8                   | Fabian Cancellara | Trek-Segafredo              | + 14"  |
| 9                   | Matthias Brändle  | IAM Cycling                 | z.t.   |
| 10                  | Silvan Dillier    | BMC Racing Team             | + 16"  |

| Puntenklassement |                   |                    |        |
| Plaats           | Naam              | Ploeg              | Punten |
| Rode trui        | Tom Dumoulin      | Team Giant-Alpecin | 50     |
| 2                | Primož Roglič     | Team LottoNL-Jumbo | 35     |
| 3                | Andrey Amador     | Movistar Team      | 25     |
| 4                | Tobias Ludvigsson | Team Giant-Alpecin | 18     |
| 5                | Marcel Kittel     | Etixx-Quick Step   | 14     |

| Jongerenklassement |                   |                    |        |
| Plaats             | Naam              | Ploeg              | Tijd   |
| Witte trui         | Tobias Ludvigsson | Team Giant-Alpecin | 11'11" |
| 2                  | Bob Jungels       | Etixx-Quick Step   | + 5"   |
| 3                  | Damien Howson     | Orica GreenEDGE    | + 11"  |
| 4                  | Łukasz Wiśniowski | Etixx-Quick Step   | + 12"  |
| 5                  | Michael Hepburn   | Orica GreenEDGE    | z.t.   |

| Ploegenklassement (tijd) |                    |        |
| Plaats                   | Ploeg              | Tijd   |
| 1                        | Team Giant-Alpecin | 33'33" |
| 2                        | Team LottoNL-Jumbo | + 15"  |
| 3                        | Etixx-Quick Step   | + 20"  |
| 4                        | IAM Cycling        | + 36"  |
| 5                        | Movistar Team      | + 37"  |

| Ploegenklassement (punten) |                             |      |
| Plaats                     | Ploeg                       | Tijd |
| 1                          | Team Giant-Alpecin          | 75"  |
| 2                          | Team LottoNL-Jumbo          | 37   |
| 3                          | Movistar Team               | 25   |
| 4                          | Etixx-Quick Step            | 24   |
| 5                          | Cannondale Pro Cycling Team | 12   |

### Overige klassementen
| Combativiteitsklassement |               |                    |        |
| Plaats                   | Naam          | Ploeg              | Punten |
| 1                        | Tom Dumoulin  | Team Giant-Alpecin | 6      |
| 2                        | Primož Roglič | Team LottoNL-Jumbo | 5      |
| 3                        | Andrey Amador | Movistar Team      | 4      |

## Opgaves
Geen
1e etappe ·
2e etappe ·
3e etappe ·
4e etappe ·
5e etappe ·
6e etappe ·
7e etappe ·
8e etappe ·
9e etappe ·
10e etappe ·
11e etappe ·
12e etappe ·
13e etappe ·
14e etappe ·
15e etappe ·
16e etappe ·
17e etappe ·
18e etappe ·
19e etappe ·
20e etappe ·
21e etappe
Startlijst · Eindstanden · Afbeeldingen